# حسن‌آباد، تلانگانا
حسن‌آباد، تلنگانا (به انگلیسی: Husnabad) یک روستا در هند است که در en:Siddipet واقع شده‌است.

## خصوصیات
حسن‌آباد ۴۰٬۰۰۰ نفر جمعیت دارد.